# Route principale 3 (Andorre)
Pour les articles homonymes, voir Route 3.
La CG-3 - Route Générale 3 (en catalan : Carretera General 3) est une route andorrane reliant la capitale de la principauté à la station de sports d'hiver d'Arcalís, sur une distance de 29 kilomètres.

## Histoire
Elle est nommée N-3 entre 1960 et 1994, puis CG-3 i 4 de la capitale à La Massana jusqu'en 2008.

## Projets
Cette route fait l'objet de discussions, sans suite depuis 1987,  quant à un éventuel raccordement au réseau routier français du département de l'Ariège par le Port de Rat.

## Parcours

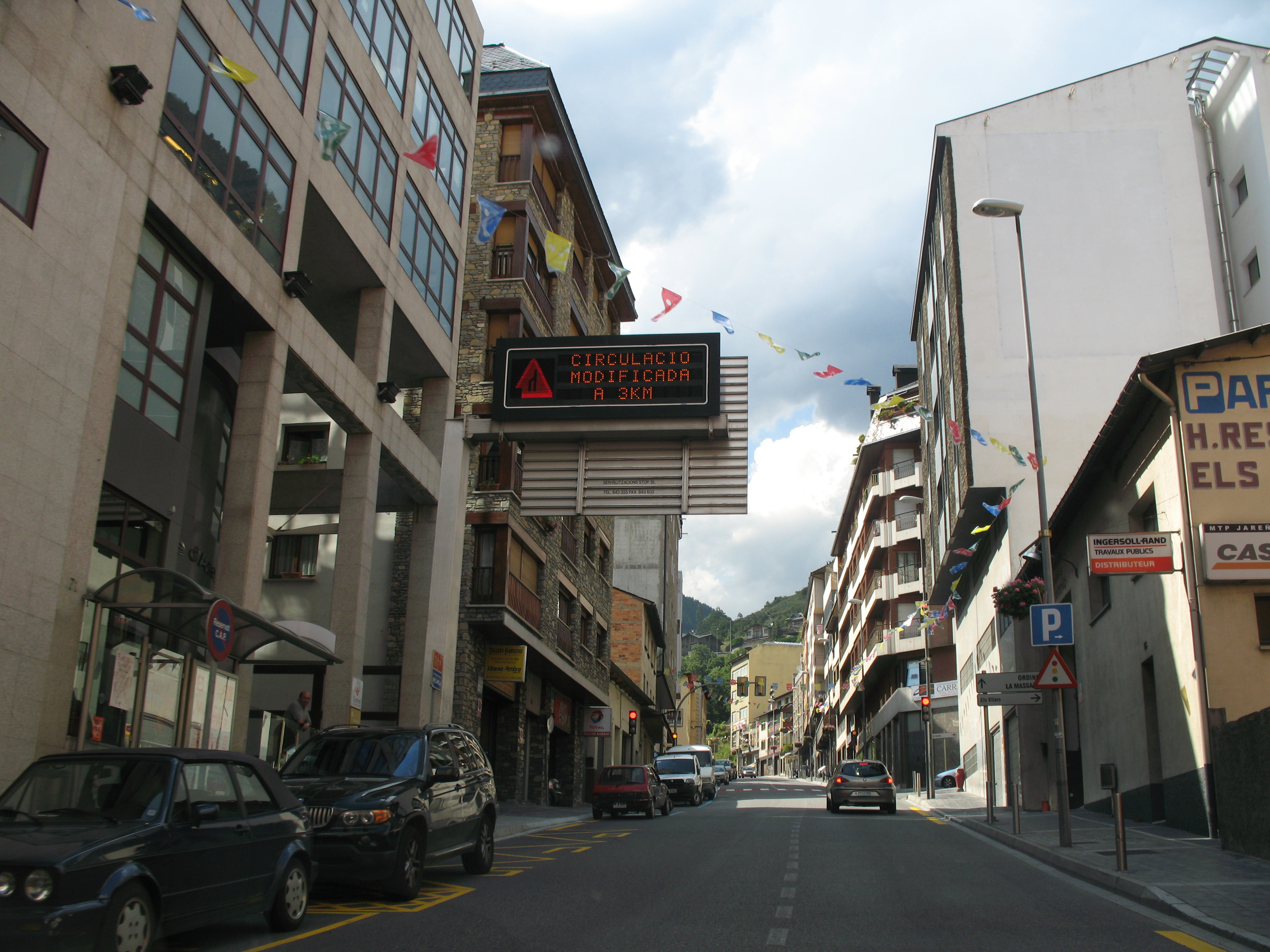
La CG-3 dans sa partie urbaine à Escaldes-Engordany surmontée d'un panneau à messages variables, toujours rédigés en langue catalane.

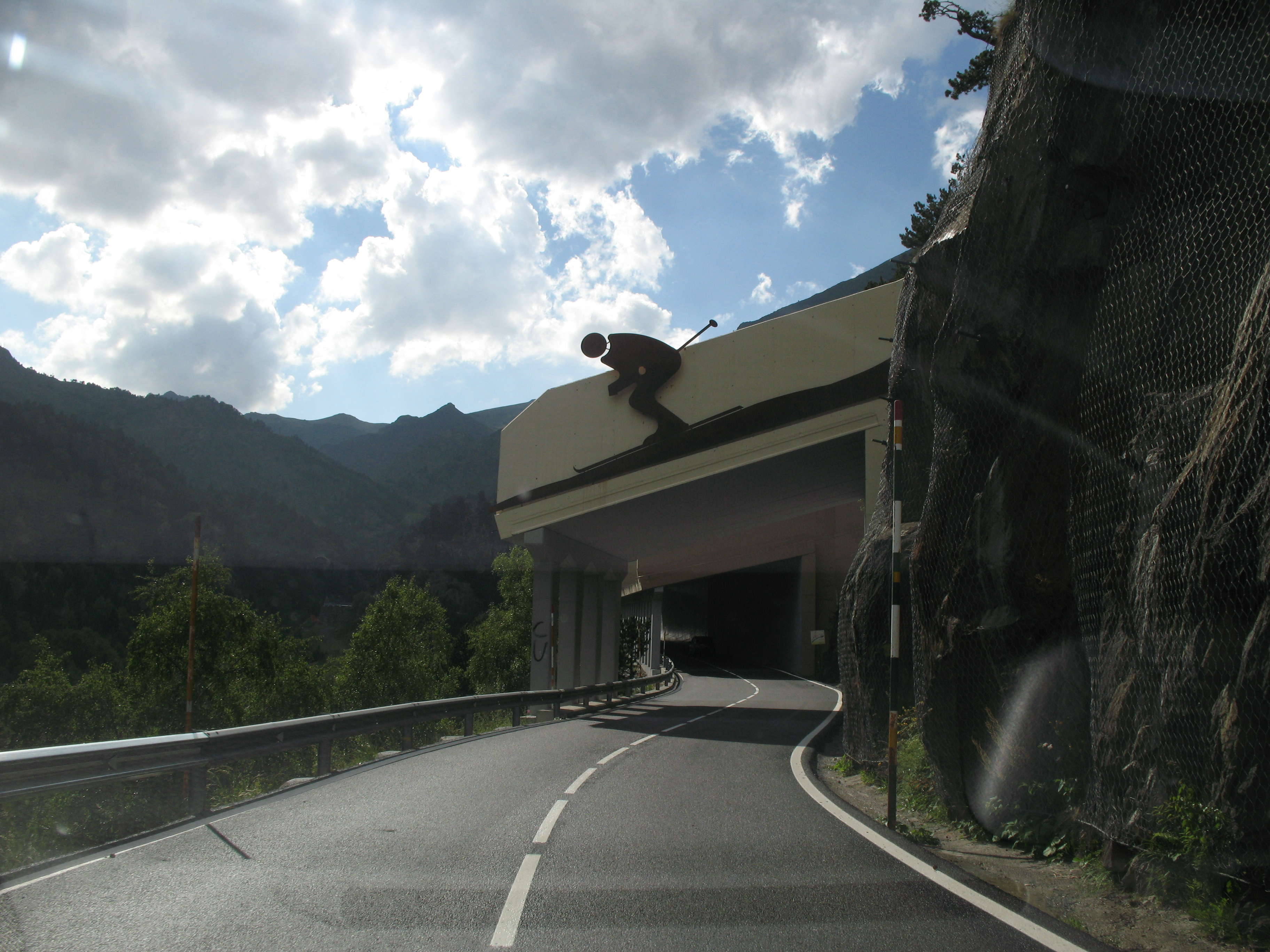
Le creusement de tunnels et de trémies a été rendu nécessaire afin de faciliter la desserte de certaines stations de sports d'hiver andorranes.

| Points | Destinations           | Bifurcation | km   |
| ------ | ---------------------- | ----------- | ---- |
|        | Andorra la Vella       |             | 0    |
|        | Escaldes-Engordany     |             | 1    |
|        |                        |             | 1,5  |
|        | Túnel de Sant Antoni   |             | 3,5  |
|        |                        |             | 4    |
|        | Anyós                  |             | 4,5  |
|        | Sispony                |             | 4,5  |
|        |                        |             | 5    |
|        | La Massana             |             | 5,5  |
|        | Erts / Arinsal / Pal   |             | 6    |
|        |                        |             | 7    |
|        | L'Aldosa de la Massana |             | 7    |
|        | Ordino                 |             | 8    |
|        | Sornàs                 |             | 9    |
|        | Ansalonga              |             | 10   |
|        | La Cortinada           |             | 11   |
|        | Arans                  |             | 12   |
|        | Llorts                 |             | 13,5 |
|        | Les Salines            |             | 15   |
|        | El Serrat              |             | 15   |
|        |                        |             | 18   |
|        |                        |             | 21,5 |
|        | Arcalís                |             | 25   |
|        | Fin de section revêtue |             | 26   |
|        | Fin de parcours        |             | 29   |

## Observations

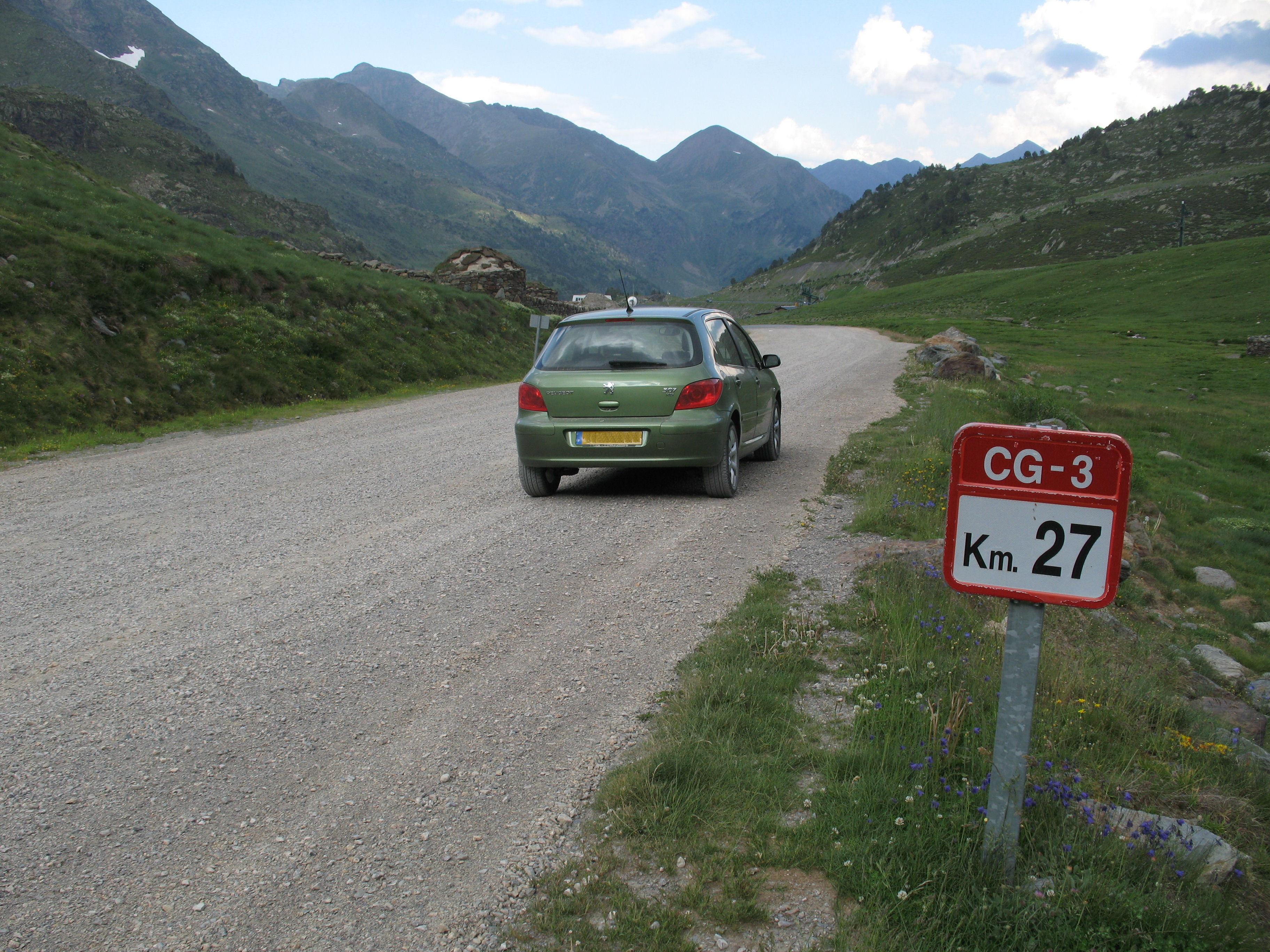
En 2009, les derniers kilomètres de la CG-3 demeurent non revêtus et sans issue malgré leur classement effectif au réseau routier andorran.

La portion comprise entre les kilomètres no 26 et no 29 n'est pas revêtue et demeure une voie sans issue à l'heure actuelle. Elle reste cependant praticable pour tout type de véhicule, il est même possible de croiser un autre véhicule étant donné que le gabarit est identique à celui de la section macadamisée.
La route se termine aujourd'hui en contrebas du Port de Rat avec les prémices d'un tunnel destiné à relier le côté français.
La réalisation des travaux d'aménagement des derniers kilomètres et du tunnel ne devraient intervenir que si la connexion au réseau routier français se concrétisait. Cependant, le Conseil départemental de l'Ariège, faute de financement, se refuse pour le moment d'envisager l'élargissement de la route départementale 8 et de finaliser son prolongement entre l'étang de Soulcem et le Port du Rat par la vallée du Vicdessos. 